# Séoune
La Séoune est une rivière du sud de la France et un affluent de la Garonne en rive droite.

## Géographie
De 64,9 km de longueur, la Séoune prend sa source dans les vallées du Quercy Blanc dans le département du Lot commune de Sauzet et se jette dans la Garonne en Lot-et-Garonne à la hauteur du village de Saint-Pierre-de-Gaubert, sur la commune de Boé.

## Départements et communes traversés
- Lot : Belmontet, Valprionde, Fargues, Montcuq, Bagat-en-Quercy, Carnac-Rouffiac, Sauzet.
- Tarn-et-Garonne : Touffailles, Brassac, Montjoi, Fauroux, Miramont-de-Quercy, Lauzerte, Montagudet, Belvèze, Bouloc-en-Quercy, Castelsagrat, Perville.
- Lot-et-Garonne : Puymirol, Lafox, Saint-Pierre-de-Clairac, Saint-Maurin, Tayrac, La Sauvetat-de-Savères, Castelculier, Boé.

## Principaux affluents
- Le Merlet : 6,4 km
- L'Escornebœuf : 11,1 km
- Le ruisseau de Gandaille : 11,8 km
- La Petite Séoune : 38,4 km
- Le ruisseau de Lautheronne : 10,2 km